# اوپس!... باز هم دسته‌گل به آب دادم (آلبوم)
اوه!... باز هم دسته‌گل به آب دادم (به انگلیسی: Oops!... I Did It Again) دومین آلبوم استودیویی از خواننده آمریکایی بریتنی اسپیرز است که در ۱۶ مه ۲۰۰۰ توسط جایو رکوردز منتشر شد. این آلبوم مقام اول بیلبورد ۲۰۰ را بدست آورد و در همان هفته ی اول نزدیک به یک میلیون و سیصد نسخه از آن به فروش رفت. که این رکورد بالاترین فروش در هفته اول را برای بریتنی رقم زد. این آلبوم مقام اول را در سیزده کشور از جمله بریتانیا و استرالیا بدست آورد. این آلبوم در پایان سال نزدیک بیست میلیون نسخه فروش داشت که در بین آلبوم‌های بریتنی بعد از "عزیزم یک بار دیگر" مقام دوم را بدست آورد. تک آهنگ "Lucky" از این آلبوم مقام اول را در ۵ کشور و گواهینامهٔ طلا را در ۳ کشور بدست آورد.